# Чакраборти, Шеннон
Шеннон А. Чакраборти (род. 7 декабря 1985 года) — американская писательница исторического фэнтези. Её дебютный роман «Латунный город» был высоко оценен читателями и стал финалистом нескольких премий в области научной фантастики и фэнтези, включая премию Кроуфорда, премию Комптона Крукса, премию «Локус», британскую премию фэнтези, Всемирную премию фэнтези, а также победил в конкурсе Booknest.eu премия за лучший дебютный роман. Продолжение трилогии, «Медное королевство», было опубликовано в 2019 году, став финалистом премии Джона У. Кэмпбелла и Goodreads Awards.

## Биография
Чакраборти родилась и выросла в Нью-Джерси в семье католиков, но в подростковом возрасте приняла ислам. Первоначально она намеревалась стать историком, специализирующимся на Ближнем Востоке, даже проходила обучение в Каире. Однако финансовый кризис 2008 года сорвал эти планы. Поэтому, пока Шеннон работала, чтобы прокормить себя и своего мужа, который учился на врача, она также занималась написанием того, что сама назвала «историческим фанфиком». Так появился её первый роман, «Латунный город».
Шеннон живёт в Нью-Йорке с мужем и дочерью.

## Творчество

### Трилогия Дэвабада
Сюжет Трилогии Дэвабада строится вокруг девушки Нари, с которой мы встречаемся, когда она промышляет мелкими аферами в Каире конца XVIII века. Вскоре Нари открывается существование магии, джиннов и сокрытого волшебного города под названием Дэвабад.
Благодаря экзотическому колориту и блестяще сплетённым интригам уже первая книга серии, «Латунный город», получила множество хвалебных отзывов, в том числе в России. Вторая книга была встречена не менее тепло, автора продолжили хвалить за построение конфликтов, яркий финал и создание магической атмосферы.
Третья часть вышла в 2020 года.

### Дальнейшие планы
В планах у Чакраборти есть новая серия, посвящённая приключениям пиратки в Индийском океане. Идея характеризуется как «Синдбад-Мореход встречает „Одиннадцать друзей Оушена“», посвящена сбору верной команды и охоте за легендарным сокровищем. Эта идея появилась у писательницы ещё до издания «Латунного города», поскольку ей всегда была интересна история Индийского океана в эпоху Средневековья.
Выход первой книги серии запланирован на весну 2022.

### Трилогия Дэвабада
- Латунный город (2017, в России 2018)
- Медное королевство (2019)
- Золотая империя (2020)